# Tomás Balcázar
Tomás Balcázar González (* 21. Dezember 1931; † 26. April 2020 in Guadalajara) war ein mexikanischer Fußballspieler, der in den 1950er Jahren zusammen mit seinem Partner Raúl Arellano ein gefürchtetes Sturmduo bildete. Diese beiden Spieler hatten somit einen wesentlichen Anteil daran, dass ihr Verein Chivas Guadalajara in der Saison 1956/57 erstmals die mexikanische Meisterschaft gewann. Dieser Erfolg bildete zugleich den Auftakt einer Reihe von weiteren Titeln, so dass die damalige Chivas-Mannschaft – sie kam in den neun Jahren zwischen 1957 und 1965 insgesamt siebenmal zu Meisterehren – den Beinamen „Campeonísimo“ erhielt. Balcázar, der seit 1948 bei Chivas unter Vertrag stand, wirkte nur noch beim ersten Titelgewinn mit, da er 1958 seine aktive Laufbahn beendete.

## Laufbahn
Balcázar und Arellano bildeten bei der WM 1954 in der Schweiz das Sturmduo der mexikanischen Nationalmannschaft und Balcázar gelang ein Tor bei der 2:3-Niederlage gegen Frankreich. Somit war er der erste Spieler des Club Deportivo Guadalajara, dem bei einer Fußball-Weltmeisterschaft ein Tor gelang. 56 Jahre später traf Enkelsohn Javier Hernández bei der WM 2010 ebenfalls gegen Frankreich.
Tomás Balcázar, der sein Länderspieldebüt am 23. März 1952 gegen Uruguay gegeben hatte, streifte sich insgesamt elfmal den Dress der Nationalmannschaft über und erzielte dabei insgesamt sechs Tore; davon allein drei in einem Spiel gegen Haiti am 19. Juli 1953, das Mexiko mit 8:0 gewann.

## Familie
Sein Schwiegersohn Javier Hernández war ebenfalls Stürmer der mexikanischen Nationalmannschaft, genauso wie sein Enkel Chicharito.

## Privates
Balcázar starb am 26. April 2020 im Alter von 88 Jahren.

## Erfolge
- Mexikanischer Meister (1): 1957
- Mexikanischer Supercup (1): 1957